# フラッシング反応
フラッシング反応（ふらっしんぐはんのう、英語: Alcohol flush reaction）とは、飲酒によって引き起こされる顔面から全身にかけての紅潮、吐き気、動悸、眠気、頭痛などの反応を指す。酒に含まれるアルコール（エタノール）の代謝産物である有害なアセトアルデヒドが体内に蓄積することで起こる。
一般的にはアセトアルデヒドを無害な酢酸に分解する酵素ALDH2（アルデヒドデヒドロゲナーゼ2）の働きにより、少量の飲酒でアセトアルデヒドが体内に蓄積することはないが、東アジア人の約35-45%はALDH2の働きが遺伝的に大きく欠損あるいは欠如しているためフラッシング反応を呈すことが知られている。その地域的偏りから「アジアンフラッシュ」などとも呼ばれる。少量の飲酒でフラッシング反応を示す人を「フラッシャー」と呼ぶ。
飲酒後に体調不良を起こすことからアルコール依存症との相関は低いが、飲酒の習慣がある場合には食道がんのリスクと高い相関があることが知られている。

## 反応

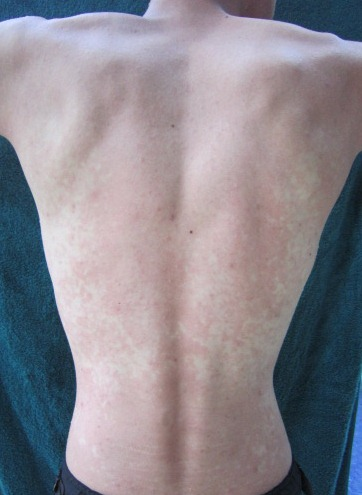
フラッシング反応を呈している東アジア人男性の背中

ヒトにおけるエタノール代謝経路

フラッシング反応の最も明確なものはエタノール摂取後の顔面および全身の紅潮である。その他の反応として吐き気、動悸、眠気、頭痛、全身の倦怠感などがある。フラッシング反応は不活性型のALDH2遺伝子をホモ接合型で持っているか、活性型と不活性型のヘテロ接合型でもつことによって、エタノール摂取後にその代謝産物である有害なアセトアルデヒドが体内に蓄積することに起因する。アセトアルデヒドが体内中に蓄積することで血管が拡張し、紅潮や血圧低下などが起こる。
不活性型ALDH2遺伝子をホモ接合体で持っている場合は、フラッシング反応により大量に飲酒することができない。一方でヘテロ接合体の場合は、ホモ接合体を持つ人に比べればALDH2活性があることから、社会的・慣習的要因の影響によって飲酒を続け、アセトアルデヒドやフラッシング反応に対する耐性を獲得し、飲酒が習慣になることもある。
フラッシング反応を抑制するサプリメントとして「Essential AD2」が開発されている。Essential AD2は経口摂取することでALDH2の活性を向上させることができる。不活性型ALDH2をもつ被験者がEssential AD2を28日間毎日摂取した結果、エタノール摂取後の血中アセトアルデヒド量が減少することが報告されている。また、エタノールをアセトアルデヒドに代謝する酵素であるアルコールデヒドロゲナーゼの働きを抑える物質であるホメピゾールは、血中エタノール量は上昇するがアセトアルデヒドを減少させ、フラッシング反応を抑えることができる。ファモチジンなどのヒスタミンH2受容体拮抗薬を摂取することでも同様にフラッシング反応を抑えることができると言われているが、ALDH2の働きを向上させるわけではないことからアセトアルデヒドによるがんリスクの上昇などを抑制することはできず、体内に多量のエタノールが蓄積することによる害が生じる恐れがある。

## 遺伝学

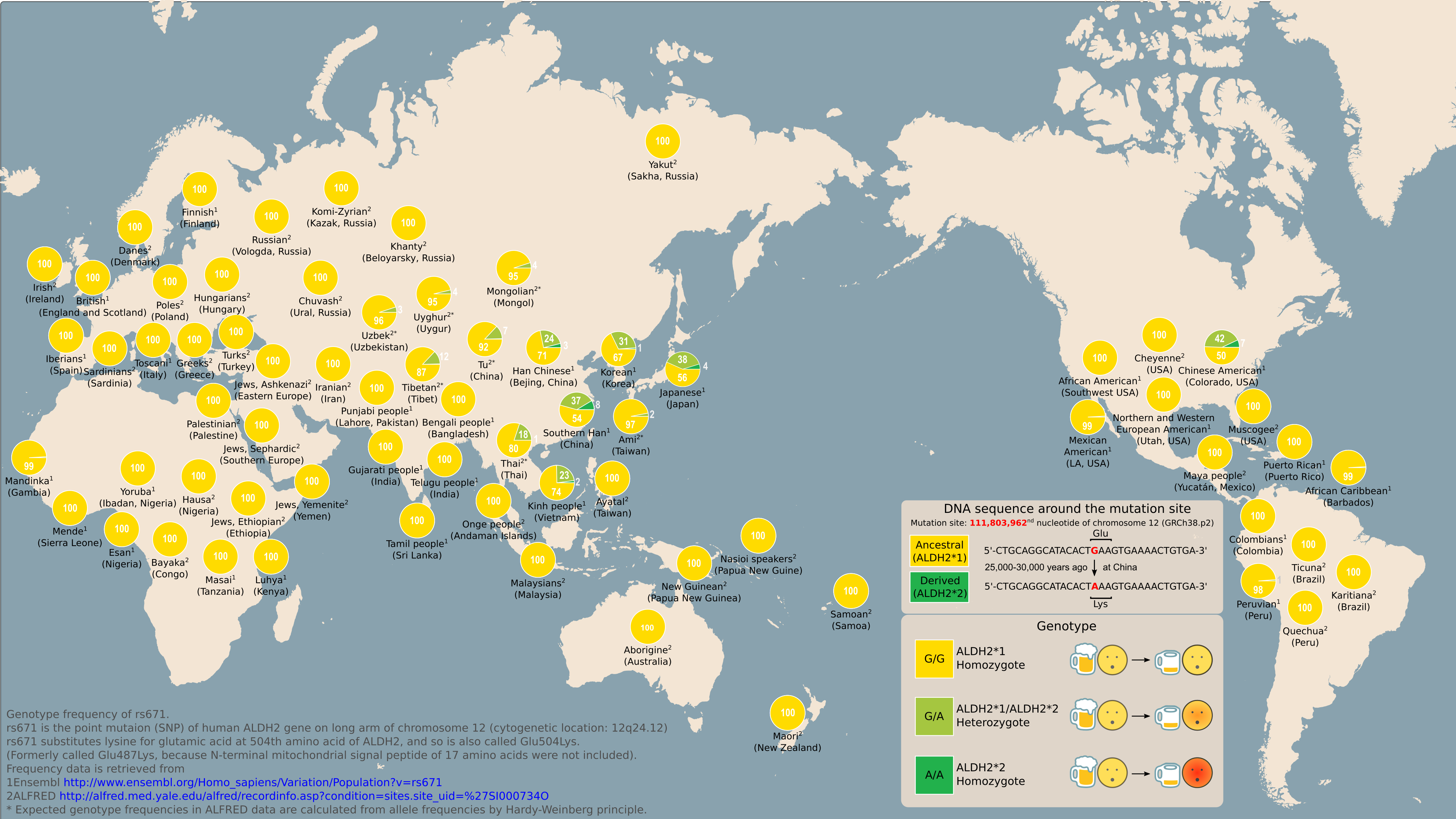
最もよく知られているALDH2の遺伝子多型（ALDH2*1およびALDH2*2）の分布

フラッシング反応の有無は12番染色体上に存在する遺伝子ALDH2の活性に依存することが1980年代に明らかにされた。最もよく知られているALDH2の不活性型遺伝子多型（ALDH2*2）は世界の約8%、東アジア地域の35-45%の人が持っている。東アジア人以外のコーカソイドなどはほとんどの場合活性型のALDH2のみを持っている。フラッシング反応はその地域的偏りから、「アジアンフラッシュ」（"Asian flush"、"Asian glow"）とも呼ばれる。
東アジア人特有の上記多型の他に、ラティーノに2.5-2.6%以下の割合で存在するALDH2遺伝子上の他の不活性型多型をもつ人もフラッシング反応を示すことが知られている。

## 他の疾患との関係
アルコール依存症の治療において、治療薬として処方されるジスルフィラムは肝臓でALDH2の働きを阻害することにより血中のアセトアルデヒド量を増加させ、フラッシング反応や酷い二日酔いと同様の反応を引き起こすことで飲酒量の減少を促す。 同様の物質として、ダイゼインやプエラリンが発見されている。投薬だけでなく遺伝子治療においてもフラッシング反応を利用する手法が提案されており、ALDH2をターゲットとするshRNAを生体内で発現させることで遺伝子サイレンシングを引き起こし、人工的に肝臓中のALDH2活性を抑制し、フラッシング反応を呈すようにすることが提案されている。
不活性型ALDH2をホモ接合型でもつ場合は飲酒量が抑えられることで、アルコール摂取に伴うアセトアルデヒドの蓄積による食道がんのリスクを低減させるが、ヘテロ接合体を持つ人は活性型ALDH2をホモ接合型でもつ人に比べて飲酒による食道がんのリスクがより高いことが多くの研究により示されている。
ALDH2遺伝子の機能欠損はフラッシング反応だけでなく、前述の食道がんを始めとした様々ながんや循環器疾患、神経変性疾患のリスクを増加させることも報告されている。そのためフラッシング反応の有無はALDH2遺伝子機能のバイオマーカーとして使用することができ、医師によるがんのリスク評価や患者へ飲酒量を減らすよう勧める際に利用することができる。ALDH2遺伝子の遺伝子多型を知る手段として、フラッシング反応以外に、アルコールパッチテストが用いられている。アルコールパッチテストでは、70%エタノールを含ませた脱脂綿を腕にテープで固定し、脱脂綿が当たっていた部分の皮膚にアセトアルデヒドによる血管拡張に起因する紅斑が見られるかどうかで判定する。
2024年3月、アジアンフラッシュ体質を持つ人は新型コロナウイルス感染症 (2019年)に対して防御的であることが発表されている。